# To Mega Therion
To Mega Therion debitantski je studijski album švicarskog ekstremnog metal sastava Celtic Frost. Diskografska kuća Noise Records objavila ga je 27. listopada 1985.

## Popis pjesama
| 1. | »Innocence and Wrath« (instrumental) | Tom G. Warrior                  | 1:02 |
| 2. | »The Usurper«                        | Tom G. Warrior                  | 3:27 |
| 3. | »Jewel Throne«                       | Tom G. Warrior                  | 4:06 |
| 4. | »Dawn of Megiddo«                    | Tom G. Warrior, Martin Eric Ain | 5:47 |
| 5. | »Eternal Summer«                     | Tom G. Warrior                  | 4:31 |

| B-strana | B-strana                                    | B-strana                    | B-strana | B-strana | B-strana | B-strana | B-strana | B-strana | B-strana |
| Br.      | Skladba                                     | Autor                       | Trajanje |          |          |          |          |          |          |
| -------- | ------------------------------------------- | --------------------------- | -------- | -------- | -------- | -------- | -------- | -------- | -------- |
| 6.       | »Circle of the Tyrants«                     | Tom G. Warrior              | 4:38     |          |          |          |          |          |          |
| 7.       | »(Beyond The) North Winds«                  | Tom G. Warrior              | 3:08     |          |          |          |          |          |          |
| 8.       | »Fainted Eyes«                              | Tom G. Warrior              | 5:09     |          |          |          |          |          |          |
| 9.       | »Tears in a Prophet's Dream« (instrumental) | Celtic Frost, Steve Warrior | 2:33     |          |          |          |          |          |          |
| 10.      | »Necromantical Screams«                     | Tom G. Warrior              | 6:02     |          |          |          |          |          |          |
| 40:23    |                                             |                             |          |          |          |          |          |          |          |

## Zasluge
| Celtic Frost - Tom Gabriel Warrior – vokali, gitara, efekti, produkcija, tonska obrada, ilustracije, dizajn - Dominic Steiner – bas-gitara, efekti - Reed St. Mark – bubnjevi, udaraljke, timpani, efekti Dodatni glazbenici - Wolf Bender – francuski rog (na pjesmama 1, 4 i 10) - Claudia-Maria Mokri – vokali (na pjesmama 2, 6 i 10) - Horst Müller – efekti (na pjesmi "Tears in a Prophet's Dream"); produkcija, tonska obrada - Steve Warrior – efekti (na pjesmi "Tears in a Prophet's Dream"); ilustracije, tipografija |  | Ostalo osoblje - H. R. Giger – naslovnica - Rick "Lights" – tonska obrada - Walter Schmid – remasteriranje - Karl-U. Walterbach – izvršni producent - Martin Eric Ain – dizajn - Ernst Wirz – fotografija |